# Gu Oidak
Gu Oidak es un lugar designado por el censo ubicado en el condado de Pima en el estado estadounidense de Arizona. En el Censo de 2010 tenía una población de 188 habitantes y una densidad poblacional de 10,24 personas por km².

## Geografía
Gu Oidak se encuentra ubicado en las coordenadas 31°55′14″N 112°1′25″O / 31.92056, -112.02361. Según la Oficina del Censo de los Estados Unidos, Gu Oidak tiene una superficie total de 18.36 km², de la cual 18.36 km² corresponden a tierra firme y (0%) 0 km² es agua.

## Demografía
Según el censo de 2010, había 188 personas residiendo en Gu Oidak. La densidad de población era de 10,24 hab./km². De los 188 habitantes, Gu Oidak estaba compuesto por el 0% blancos, el 0% eran afroamericanos, el 98.4% eran amerindios, el 0% eran asiáticos, el 0% eran isleños del Pacífico, el 0% eran de otras razas y el 1.6% pertenecían a dos o más razas. Del total de la población el 3.72% eran hispanos o latinos de cualquier raza.